# Chalcides bottegi
Chalcides bottegi (циліндричний сцинк Боттего) — вид сцинкоподібних ящірок родини сцинкових (Scincidae). Мешкає в Східній Африці. Вид названий на честь італійського дослідника Вітторіо Ботего.

## Поширення і екологія
Циліндричні сцинки Боттего мешкають на низьких і середніх висотах в Ефіопії і північно-західній Кенії, а також на крайньому південному сході Судану, на сході Південного Судану та в трикутнику Ілемі. Вони живуть в саванах і гірських лісах, поблизу каміння і чагарників, на висоті від 300 до 500 м над рівнем моря. Ведуть наземний, денний спосіб життя. Живородні.